# Schistochlamys ruficapillus
Schistochlamys ruficapillus là một loài chim trong họ Thraupidae.